# Paavola (Lahti)
Paavola est un quartier de la ville de Lahti en Finlande,.

## Présentation
Paavola est un des quartiers de Lahti les plus importants en mature d'éducation et de culture.
On y trouve plusieurs crèches, l'école suédoise de Lahti, l'école de Lotila, l'école de Tiirismaa, le lycée de Kannas, l'école secondaire supérieure de Tiirismaa et ke centre d'éducation des adultes de Lahti.
Le quartier abrite le centre d'apprentissage Fellmannia, la bibliothèque municipale de Lahti, le théâtre municipal de Lahti, ainsi que le cimetière Mustakallio.
Le quartier de Paavola a également un immeuble de bureaux et le siège du service de secours du Päijät-Häme.

## Galerie

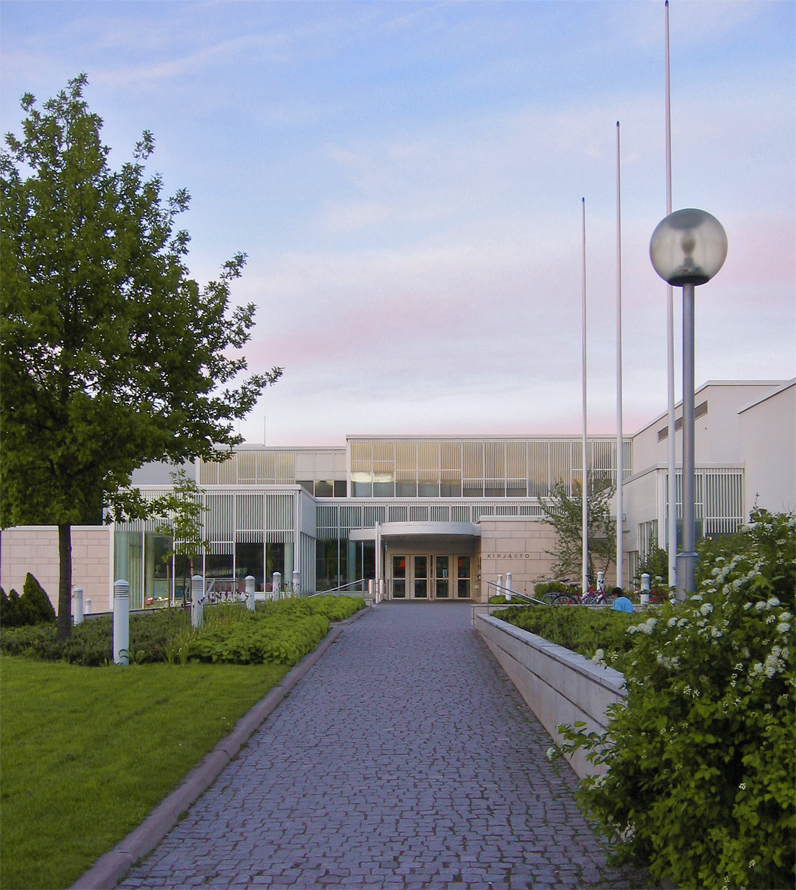
Bibliothèque municipale.
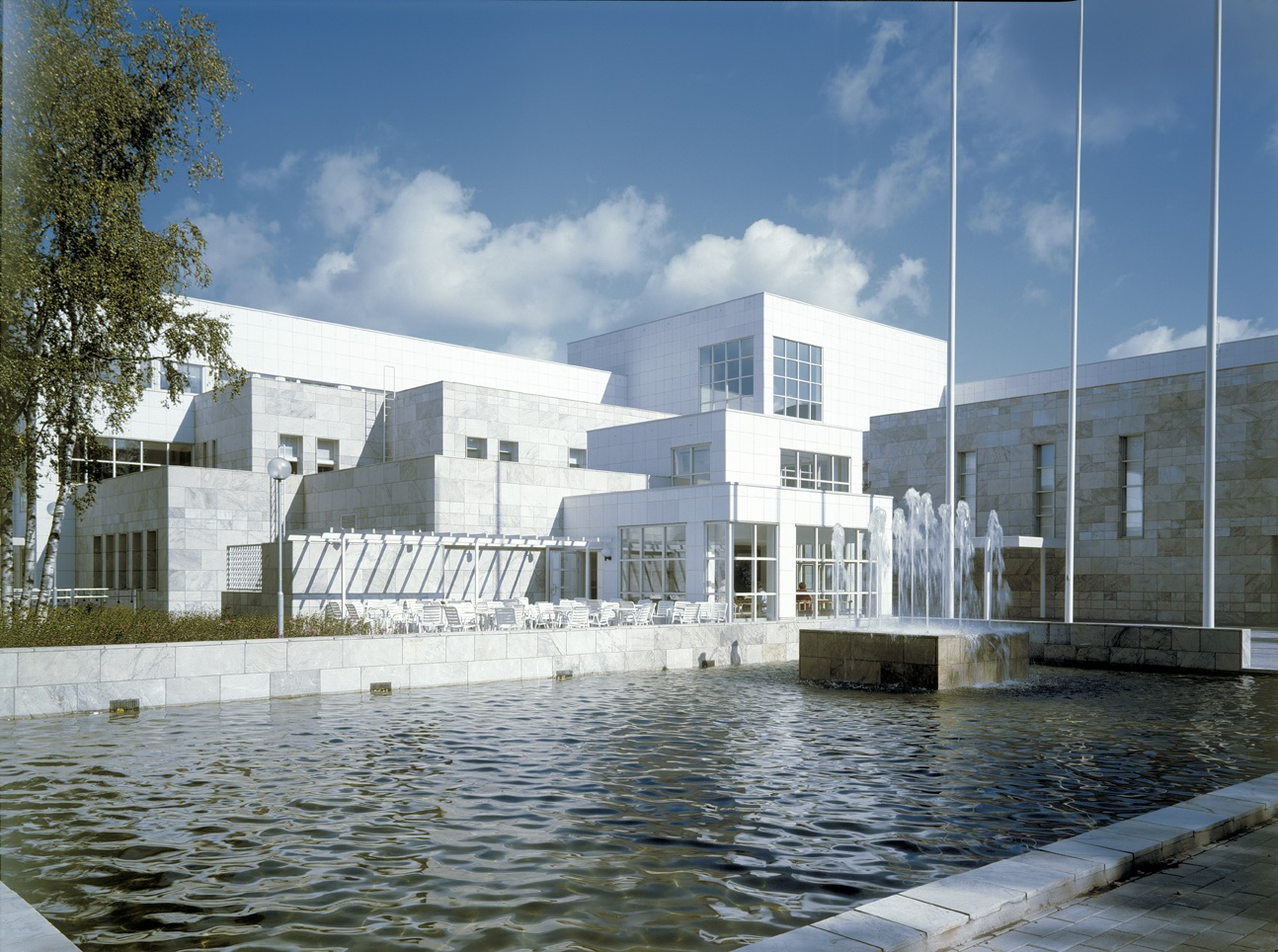
Centre de formations des adultes de Lahti.
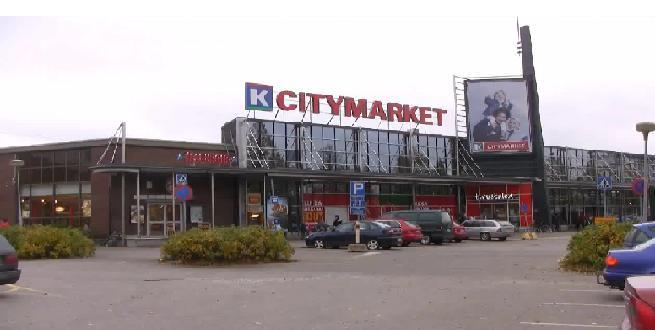
K-Citymarket de Paavola.